# Mikania minima
Mikania minima là một loài thực vật có hoa trong họ Cúc. Loài này được (Baker ex Baker) B.L.Rob. mô tả khoa học đầu tiên năm 1934.